# José Luis Velasco Sanz
José Luis Velasco Sanz (Rábano, província de Valladolid, 3 de gener de 1959) és un economista i anarcosindicalista espanyol. De petit es traslladà a viure a Getafe. Estudià empresarials i es llicencià en econòmiques, alhora que militava en les Joventuts Llibertàries.
Des del 1982 treballa en el Banco de Crédito Agrícola i s'afilia al sindicat de la Banca de la CNT, del qual serà delegat sindical a la seva empresa. Pel seu activisme sindical fou acomiadat el 1994. El 1987 fou secretari d'organització del Comitè Nacional de la CNT presidida per José Luis García Rúa i membre de la junta que legalitzà la Fundación de Estudios Libertarios Anselmo Lorenzo. Després del VIII Congrés de la CNT a Granada (9 de desembre de 1995) fou escollit Secretari General de la CNT fins a 1998. El 1999 fou nomenat secretari general de la Regió Centre. També és un col·laborador habitual de la premsa anarquista, especialment com a comentarista econòmic, i un orador freqüentment reclamat per l'organització per a presentar els actes de celebració del centenari de la CNT en 2010.